# Државни руски музеј
Државни руски музеј (рус. Государственный Русский музей), до 1917. године Руски музеј Његовог Императорског Величанства Александра III (рус. Русский Музей Императора Александра III), на Тргу уметности у Санкт Петербургу, највећа је светска збирка руске ликовне уметности. Такође је један од највећих музеја уметности на свету са укупном површином од преко 30 хектара. У 2020. години, због пандемије ковида 19, привукао је само 1.203.324 посетилаца, што је пад од 50 одсто у односу на 2019. годину, али је и даље био на седмом месту на листи најпосећенијих музеја уметности у свету.
Датум оснивања међународног друштва „Пријатељи руског музеја“ је 19. март 1997. године. У овом тренутку, Друштво се састоји од 400 људи, 85 фирми и организација. Друштво „Пријатељи руског музеја“ обједињује оне који музеју пружају финансијску, техничку и организациону помоћ.

## Оснивање
Музеј је основан 13. априла 1895. године, приликом устоличења цара Николаја II у част његовог оца Александра III. Његова оригинална колекција била је састављена од уметничких дела преузетих из музеја Ермитаж, Александровске палате и Царске академије уметности. Василију Свињину је дат задатак да ентеријере реструктуише у складу са потребама будућег излагања. Свечано отварање одржано је 17. марта 1898.
После Руске револуције 1917. године, многе приватне колекције су национализоване и пресељене у Руски музеј. Међу њима је био и Црни квадрат Казимира Маљевича.

## Архитектура
Главна зграда музеја је Михаиловска палата, некадашња неокласична резиденција великог кнеза Михаила Павловича, подигнута 1819–1825. по пројекту Карла Росија, на Тргу уметности у Санкт Петербургу. Након смрти великог кнеза, резиденција је добила име по његовој жени као Палата велике кнегиње Елене Павловне и постала позната по бројним позоришним представама и баловима.
Неке од сала палате задржале су италијанске раскошне ентеријере некадашње царске резиденције. Друге зграде и локације, додељене Руском музеју, укључују Летњу палату Петра I (1710–14) са Летњом баштом, Мермерну палату грофа Орлова (1768–85), замак Светог Михаила цара Павла (1797–1801), колиба Петра Великог и Растрелијска Строгановска палата на Невском проспекту (1752–1754).
Пројекат Беноа зграде (или Corpus Benua) развио је 1910-1912. године познати руски архитекта Леон Беноа. Изградња је почела 1914. године, али је прекинута збогПрвог светског рата. Након руске револуције, 1919. године завршена је зграда Беноа. Тридесетих година 20. века додељена је Руском музеју.

## Збирка
Данас збирка приказује руску уметност од 10. до 21. века, покривајући све жанрове од старог руског иконописа до савремене уметности.

## Рестаурација музејске имовине
Сав процес рестаурације уметничких дела у Руском музеју обавља се у Служби за рестаурацију музејских драгоцености.
Потреба за успостављањем посебне рестаураторске радионице у Руском музеју први пут је истакнута 1906. године. У то време уметник и рестауратор А. Боравски је израдио свој чувени пројекат за успостављање рестаураторске радионице у Руском музеју. Међутим, због недостатка средстава, није успео.
1922. године основана је рестаураторска радионица Руског музеја. Његов први директор био је сликар-рестауратор Н.А. Околович. Рестаураторска радионица се састојала из два дела: главног, који је радио за Музеј, и регионалног, који се бавио спасавањем споменика културе у Петрограду и другим градовима Русије.
Конзерваторско-рестаураторско одељење је 1935. године подељено на лабораторије и одсеке: сликарство, ново сликарство, вајарство, примењено и народно стваралаштво.
Током 1950-их и 1960-их основане су нове радионице. 1953. радионица за рестаурацију графике, 1954. за староруско сликарство, 1961. за дрвену скулптуру, украсно резбарство и намештај и радионица за рестаурацију текстила, 1969. за гипсану и камену пластику и 1970. за примењену уметност.
Рестаураторско одељење тренутно чини 16 радионица (сектора) за све врсте материјала, који запошљавају 95 људи. Одељење обухвата следеће рестаураторске радионице: штафелајно сликарство, староруско сликарство, комбиновано сликарство, графика, керамика и стаклено посуђе, текстил, метални радови, фурнирани намештај, полихромна и позлаћена резбарија, резбарење икона и дрвена скулптура, рамови за слике, гипс и камена скулптура, предмети савремене уметности. У одељењу раде уметници највише рестаураторске категорије. Одељење обухвата сектор хемијских и биолошких истраживања и сектор историје и теорије рестаурације музеја.
Одељење за рестаурацију музејских добара је 2014. године рестаурирало 4.511 експоната, од којих је 280 рестаурирано са посебном сложеношћу. За 77 музејских изложби (израда извештаја о очувању, превентивна конзервација и рестаурација, паковање и распакивање експоната) припремљено је 5.930 експоната. Одржано је 150 седница Рестаураторске комисије на којима су разматрана најважнија питања истраживања и начина рестаурације музејских експоната.
Од 1. јануара 2019. године Одељење рестаурације музејских имања трансформисано је у Службу рестаурације музејских имања.

## Етнографски музеј
Етнографско одељење је првобитно било постављено у згради коју је посебно пројектовао Владимир Свињин 1902. године . У музеју су се убрзо нашли поклони које је царска породица примила од представника народа који су насељавали различите регионе Руске империје. Даље експонате откупио је Николај II и други чланови његове породице, јер државно финансирање није било довољно за куповину нових експоната. Етнографско одељење је 1934. године добило статус самосталног музеја: Руски етнографски музеј.

## Огранак у Малаги
Град Малага, дом хиљада руских исељеника, потписао је уговор о оснивању првог прекоморског огранка Државног руског музеја, који је отворен у марту 2015. Радови приказани у огранку у Малаги крећу се од икона инспирисаних Византијом до соцреализма совјетског доба. Они су изложени на 2 300 m² изложбеног простора у Ла Табакалери, фабрици дувана из 1920-их.

## Галерија
- Анђео златне косе (12. век)
- Дионисије, Силазак у пакао (1495–1504)
- Симон Ушаков, Спаситељ (1658)
- Иван Никитин, Хетман (око 1720)
- Дмитри Левицки, Портрет Глафире Алимове (1776)
- Дмитри Левицки, Портрет контесе Ане Воронцове (око 1790)
- Карл Брулов, Последњи дан Помпеја (1830–33)
- Иван Ајвазовски, Девети талас (1850)
- Иља Рјепин, Каква слобода! (1903).
- Иља Рјепин, Одговор запорошких Козака отоманском султану Мехмеду IV (1880–91)
- Виктор Васњецов, Витез на раскршћу (1882)
- Василиј Суриков, Заузимање снежног града (1891)
- Исак Левитан, Језеро (1900)
- Леон Бакст, Ancient Horror (1908)
- Валентин Серов, Портрет Иде Рубенштајн (1910)
- Борис Кустодијев, Портрет Шаљапина (1921)
- Казимир Маљевич, Црни квадрат (1923)
- Борис Кустодијев, Купање (1921)